# Campionati del mondo di duathlon long distance del 2016
I Campionati del mondo di duathlon long distance del 2016 (XVIII edizione) si sono tenuti a Zofingen in Svizzera, in data 4 settembre 2016.
Tra gli uomini ha vinto il belga Seppe Odeyn, mentre la gara femminile è andata per la terza volta consecutiva - dopo le edizioni del 2014 e 2015 - alla britannica Emma Pooley.

## Risultati

### Élite uomini
| Pos. | Atleta             | Paese         | Corsa    | Bici     | Corsa    | Totale   |
| ---- | ------------------ | ------------- | -------- | -------- | -------- | -------- |
|      | Seppe Odeyn        | Belgio        | 00:31:23 | 03:53:31 | 01:55:49 | 06:23:43 |
|      | Felix Köhler       | Germania      | 00:30:21 | 03:54:34 | 02:00:58 | 06:28:55 |
|      | Søren Bystrup      | Danimarca     | 00:31:52 | 03:55:32 | 02:03:05 | 06:33:48 |
| 4    | Pablo Martin Lopez | Spagna        | 00:31:08 | 03:58:47 | 02:03:48 | 06:37:14 |
| 5    | Maxim Kuzmin       | Russia        | 00:31:53 | 04:04:57 | 01:59:04 | 06:39:17 |
| 6    | Andreas Sutz       | Svizzera      | 00:31:09 | 04:04:05 | 02:06:03 | 06:44:33 |
| 7    | Thomas Bruins      | Paesi Bassi   | 00:31:24 | 04:06:32 | 02:08:28 | 06:49:43 |
| 8    | Rolf Wermelinger   | Svizzera      | 00:31:10 | 04:04:01 | 02:13:05 | 06:51:32 |
| 9    | Ueli Bieler        | Svizzera      | 00:33:46 | 04:16:15 | 01:59:32 | 06:53:24 |
| 10   | Marc Widmer        | Svizzera      | 00:32:53 | 04:05:40 | 02:12:49 | 06:54:48 |
| 11   | Pierluigi Senor    | Italia        | 00:33:52 | 04:13:28 | 02:13:51 | 07:07:20 |
| 12   | Rui Narigueta      | Portogallo    | 00:33:07 | 04:20:04 | 02:12:34 | 07:09:23 |
| 13   | Sebastian Retzlaff | Germania      | 00:35:59 | 04:02:04 | 02:27:29 | 07:09:34 |
| 14   | Thomas Rusch       | Svizzera      | 00:33:59 | 04:13:30 | 02:21:19 | 07:12:13 |
| 15   | Michele Paonne     | Liechtenstein | 00:33:00 | 04:05:28 | 02:43:04 | 07:24:53 |

### Élite donne
| Pos. | Atleta              | Paese       | Corsa    | Bici     | Corsa    | Totale   |
| ---- | ------------------- | ----------- | -------- | -------- | -------- | -------- |
|      | Emma Pooley         | Regno Unito | 00:35:30 | 04:11:41 | 02:14:50 | 07:06:16 |
|      | Nina Brenn          | Svizzera    | 00:35:30 | 04:28:02 | 02:10:15 | 07:17:17 |
|      | Susanne Svendsen    | Danimarca   | 00:37:13 | 04:36:56 | 02:14:18 | 07:31:42 |
| 4    | Kathrin Götz        | Svizzera    | 00:38:02 | 04:42:49 | 02:11:02 | 07:35:33 |
| 5    | Miriam Van Reijen   | Paesi Bassi | 00:37:38 | 04:51:57 | 02:15:23 | 07:48:36 |
| 6    | Katrin Esefeld      | Germania    | 00:37:51 | 04:45:58 | 02:22:56 | 07:50:25 |
| 7    | Monique Grossrieder | Svizzera    | 00:38:18 | 04:49:04 | 02:22:01 | 07:53:28 |
| 8    | Airi Sawada         | Giappone    | 00:39:48 | 05:20:54 | 02:36:06 | 08:41:31 |